# Malaltia de Hers
La glicogenosis tipus VI o malaltia de Hers es basa en el dèficit de l'activitat fosforilasa no muscular. Aquest enzim es presenta en dues formes: una inactiva, b, que es transforma en activa, a, per fosforilació d'una resta de serina, catalitzat per l'enzim fosforilasa-b-cinasa. La fosforilasa-b-cinasa és una proteïna heteropolimèrica formada per quatre subunitats diferents (a, b, g i d) codificades per gens diferents.
La subunitat a està codificada en el cromosoma X. La sub-unitat d és una calmodulina que permet que la fosforilasacinasa sigui regulada a través del calci. L'activitat catalítica se situa en la subunitat g, que confereix a més especificitat tissular. Les subunitats a i b són les que regulen l'activitat catalítica en funció del grau de fosforilació. Per tant, el dèficit de fosforilasa pot ser causat tant per una alteració de la fosforilasa per se com per una mutació en els gens que codifiquen cadascuna de les quatre subunitats de la fosforilasa-b-cinasa. Així doncs, dins d'aquest grup s'inclouen:
- dèficit de fosforilasa hepàtica, d'herència autosómica recessiva;
- dèficit de fosforilasa-b-cinasa hepàtica, lligada al cromosoma X o autosómica recessiva, i
- dèficit de la fosforilasa-b-cinasa hepàtica i muscular d'herència autosómica recessiva.

Encara que clínicament existeix una gran variabilitat fenotípica, les manifestacions més freqüents són l'hepatomegàlia, el retard motor i del creixement i la hiperlipemia. Alguns pacients presenten hipoglucèmia cetósica en dejú. En certs pacients la prova de la galactosa es troba alterada, amb augment de l'àcid làctic, mentre que en uns altres és normal.